# 今村好太郎

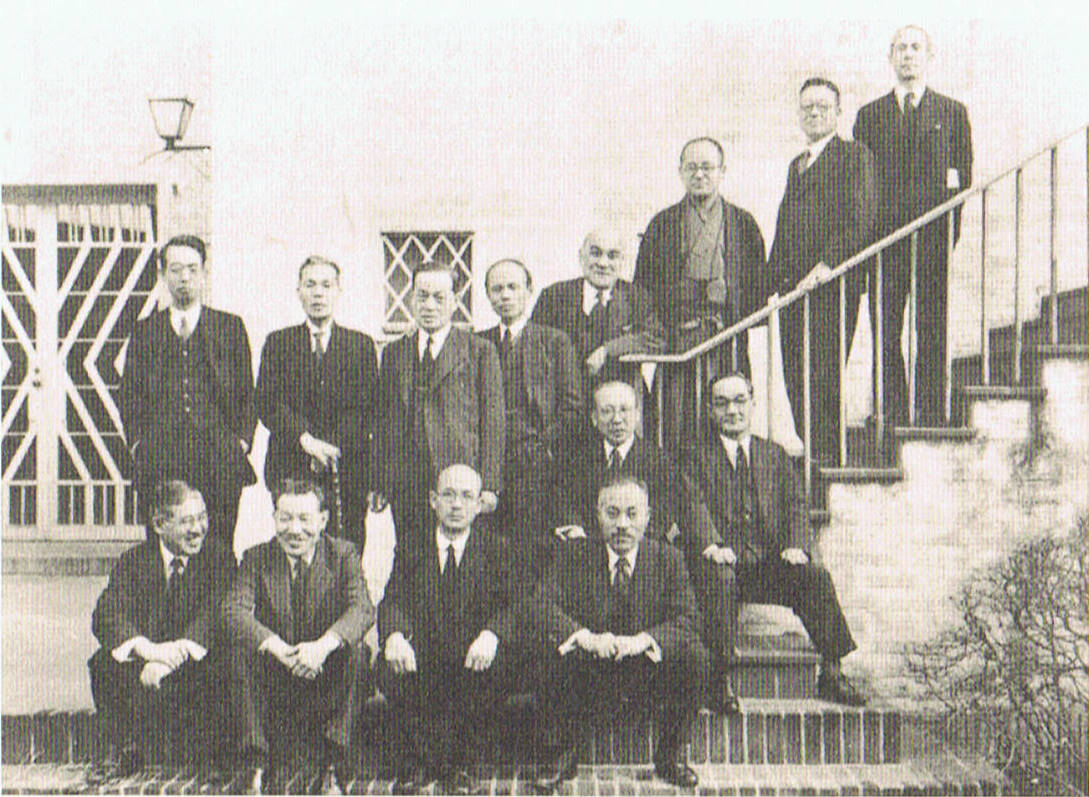
日本基督教団合同前の日本基督教会代表の準備委員。後列左より熊野義孝、三吉務、富田満、小野村林蔵、佐波亘、浅野順一、飯島誠太、堀内友四郎、前列左より今村好太郎、村田四郎、金井為一郎、村岸清彦

今村 好太郎（いまむら よしたろう、1883年（明治15年）9月20日 - 1973年（昭和48年）3月3日）は、日本基督教会の牧師である。
1905年（明治38年）に日本組合基督教会多聞（神戸多聞教会）で松井文弥牧師より洗礼を受ける。その後、日本基督教会湊川教会の内藤賀一の指導で、神戸神学校を卒業する。
1912年（明治45年）に教師補、1914年（明治3年）に日本基督教会の教師に任職される。その後、豊橋、高松、越谷の牧師を務める。1922年（大正11年）に神戸の住吉教会の牧師に就任する。1920年（大正9年）にはプリンストン神学校に留学し、B・B・ウォーフィールドの薫陶を受けた。帰国後、1923年（大正12年）より、中央神学校の教授として教会史と教理史を教えた。1940年（昭和15年）には、57歳で中央神学校の校長に就任した。1941年の日米開戦により神学校は閉鎖される。
1945年（昭和20年）に太平洋戦争の終戦を迎えると、神戸神学院を開校した。1951年には日本基督教団を離脱し、佐波亘、植村環、小野村林蔵らと共に日本基督教会の再建である日本キリスト教会（新日基）を創設した。第3回大会では議長を務めた。1964年に牧師を引退し、1973年に死去した。

## 著訳書
- ジャン・カルヴァン著『基督教原理、第1巻』1929年
- ミーター著『カルヴィン主義の根本原理』
- 『ヘブル書講話』
- クローチェ著『基督教々理解説』
- 『ツィングリーとその神学』
- 『ジョン・ノックス-その生涯と事業』
- 『宣教60年の断層』